# Panna Maria (Texas)
Panna Maria je název již 160 let starého sídla ve Spojených státech amerických ve státě Texas v okrese Karnes County. Leží na soutoku řek San Antonio a Cibolo Creek, asi čtyři míle severně od měst Karnes City a padesát pět mil jihovýchodně od San Antonia, v centru okresu Karnes County. Panna Maria je nezačleněná oblast (anglicky unincorporated area) což značí, že se nejedná o obec, ale o území, které není samostatným právním subjektem, nemá katastrální území, samosprávu ani rozpočet a jejích nejnutnější věci spravuje okres.
Je to nejstarší polské sídlo ve Spojených státech, které založily zemědělské rodiny přistěhovavše se ve třech vlnách v letech 1854, 1855 a 1856 z dnešního Slezského a Opolského vojvodství. Jejích domovina byla v té době již přes 100 let součásti Pruska a důvodem k vystěhování byla velká chudoba a náboženský i jazykový útisk pruské šlechty vlastníci pozemky.

## Historie
Hybnou sílou emigrace byl františkánský kněz Leopold Moczygemba, rodák z vesnice Płużnica Wiełka, která leží na rozhraní výše jmenovaných slezských vojvodství. Byl v té době na misii v Texasu a psal domů dopisy chválící tamní krajinu, počasí i svobodu a vybízel lidi, aby přijeli za ním na zaslíbené místo, které pro ně připravil.
V první skupině odjelo 150 rodin (asi 800 lidí) a po více než 5 týdnech dopluli do Texaského přístavu Galveston a pak dále do přístavu Indianola. Tam na ně nikdo nečekal, a proto pěšky putovali 150 mil do vnitrozemí až do města San Antonio. Tam je dohonil pater Moczygemba a zavedl 60 mil zpět na vybrané místo na otevřené planině, kde pro ně z církevních fondů zakoupil asi 100 ha půdy. Emigranti došli na místo právě na Štědrý den roku 1854 a byli zklamáni, nenašli tam žádné přístřeší, neměli jídlo a kolem sebe viděli jen rovinu, vysokou trávu a pár stromů. Pod dubem, který tam roste dodnes, pro ně páter v tento sváteční den odsloužil prvou mši.
Do Ameriky většinou emigrovali lidé zvyklí na tvrdou práci a i tito poutníci si postupně zvykali a zabydlovali se, začínalo se jim dařit. Druhá skupina čítající asi 700 lidí dorazila v roce 1855 a třetí skupina asi 500 rolníků přijela roku 1856.
V té době nastalo období velkého sucha, studny vyschly, pole nerodila, zvířata pomřela, lidé přišli o majetek i iluze a část jich odešla jinam. Pátera Moczygembu vinili za svou neutěšenou situaci a ten odešel, zbytek života strávil v polských osadách v jiných státech. Zemřel roku 1891 v Detroitu, kde byl i pohřben, ale v roce 1974 byly jeho ostatky převezeny do Panny Marie a uloženy pod dubem, kde sloužil prvou mší.
V roce 1856 vznikla hrubá stavba dřevěného kostela Neposkvrněného početí Panny Marie (anglicky Church of the Immaculate Conception), který byl postupně dokončován. Někteří osadníci postupně odcházeli do příznivějších míst a založili v okolí nové polské osady, např. v roce 1873 Cestohowa a roku 1883 Kosciusco. V roce 1875 kostel po zásahu bleskem vyhořel, během roku byl postaven nový; v roce 1937 byl rozšířen. Děti byli vyučováni od roku 1855 v různých budovách až roku 1860, kdy byla postavena zděná škola svatého Josefa (anglicky Saint Joseph School), kde se učily anglicky a polsky; ve druhém patře budovy byl později zřízen ženský klášter. V té době žilo v Panně Marii 120 polských rodin, průměrný počet v rodině byl 4,6 osob. Osada se začala postupně vylidňovat, hlavně když byla roku 1887 postavena železnice na opačném břehu řeky San Antonio, v roce 1909 již v osadě žilo jen 80 rodin.
Roku 1950 bylo v blízkosti zjištěno ložisko uranové rudy a byl otevřen veliký důl a mlýnice na vytěženou rudu. Po vytěžení ložiska byl důl v roce 1985 uzavřen a v mlýně se až do roku 1992 zpracovávala ruda z jiných dolů. Poblíž zůstaly rozsáhlá odkaliště s miliony tun potenciálně radioaktivního odpadu a v dohledu mohutné, trávou oseté kopce vytěžené hlušiny.

## Přítomnost
V roce 2000 žilo v Panně Marii 96 obyvatel, knězem v kostele se stal páter Frank Kurzaj, který přišel roku 1986 z Polska. Starší generace hovoří zastaralým slezským nářečím, mladší generace se již polsky neučí. Od roku 1989 je škola uzavřena a žáci jezdí do školy v Karnes City. Během oslav tisíciletí křesťanství v Polsku roku 1966 přijelo do Panny Marie asi 10 000 lidí a president Lyndon B. Johnson věnoval místnímu kostelu nádhernou mozaiku z 12 000 dílku znázorňující Matku boží Čenstochovskou.
Prvé patro školy slouží jako muzeum (St Joseph School Museum) a v roce 2005 byla dokončena jeho rekonstrukce. V druhém patře se mohou návštěvníci ubytovat i stravovat. Museum spravuje Panna Maria Historical Society. Roku 2004 u příležitosti 150. výročí založení osady přijel na návštěvu bývalý polský president Lech Wałęsa.